# HMS Berkeley (L17)
Pour les autres navires du même nom, voir HMS Berkeley.
Le HMS Berkeley (L17) est un destroyer britannique de la classe Hunt de type I de la Royal Navy. Lancé le 29 janvier 1940, il est coulé pendant le raid de Dieppe, le 19 août 1942.

## Construction
Le Berkeley est commandé le 21 mars 1939  dans le cadre de programmation de 1939 pour le chantier naval de Cammell Laird à Birkenhead en Angleterre. La pose de la quille est effectuée le 8 juin 1939, le Berkeley est lancé le 29 janvier 1940 et mis en service le 6 juin 1940.
Il est parrainé par la communauté civile de Hemel Hempstead dans le Hertfordshire, dans le cadre de la Warship Week (semaine des navires de guerre) en mars 1942.
Le Berkeley fait partie du premier lot de dix destroyers de classe Hunt. Ils doivent répondre à une pénurie de destroyers, notamment pour les escortes. Ils doivent combiner le lourd armement anti-aérien des sloops de la classe Bittern avec une vitesse de 29 noeuds pour une liaison plus rapide avec la flotte.
Un test de roulis lors des essais du navire montre une erreur de conception qui rend le navire dangereusement instable. Pour rétablir la stabilité à des niveaux acceptables, un canon de marine de 4 pouces QF Mk XVI est débarqué, la superstructure et l'entonnoir du navire sont coupés et un ballast supplémentaire est installé. Une fois modifié, le Berkeley est mis en service le 23 mars 1940.

## Carrière opérationnelle
Le HMS Berkeley est armé à la hâte et mis en service le 6 juin 1940 pour compenser le manque de destroyers de la Royal Navy qui a subi de lourdes pertes. Le navire est immédiatement affecté à l'opération Ariel et participe à des évacuations dans la Manche et dans le golfe de Gascogne. En juillet, son armement est terminé à Portsmouth.
Le Berkeley passe le reste de l'année 1940 puis 1941 à mener des missions de défense côtière et d'escorte dans la Manche et dans la mer du Nord.

### Raid de Dieppe

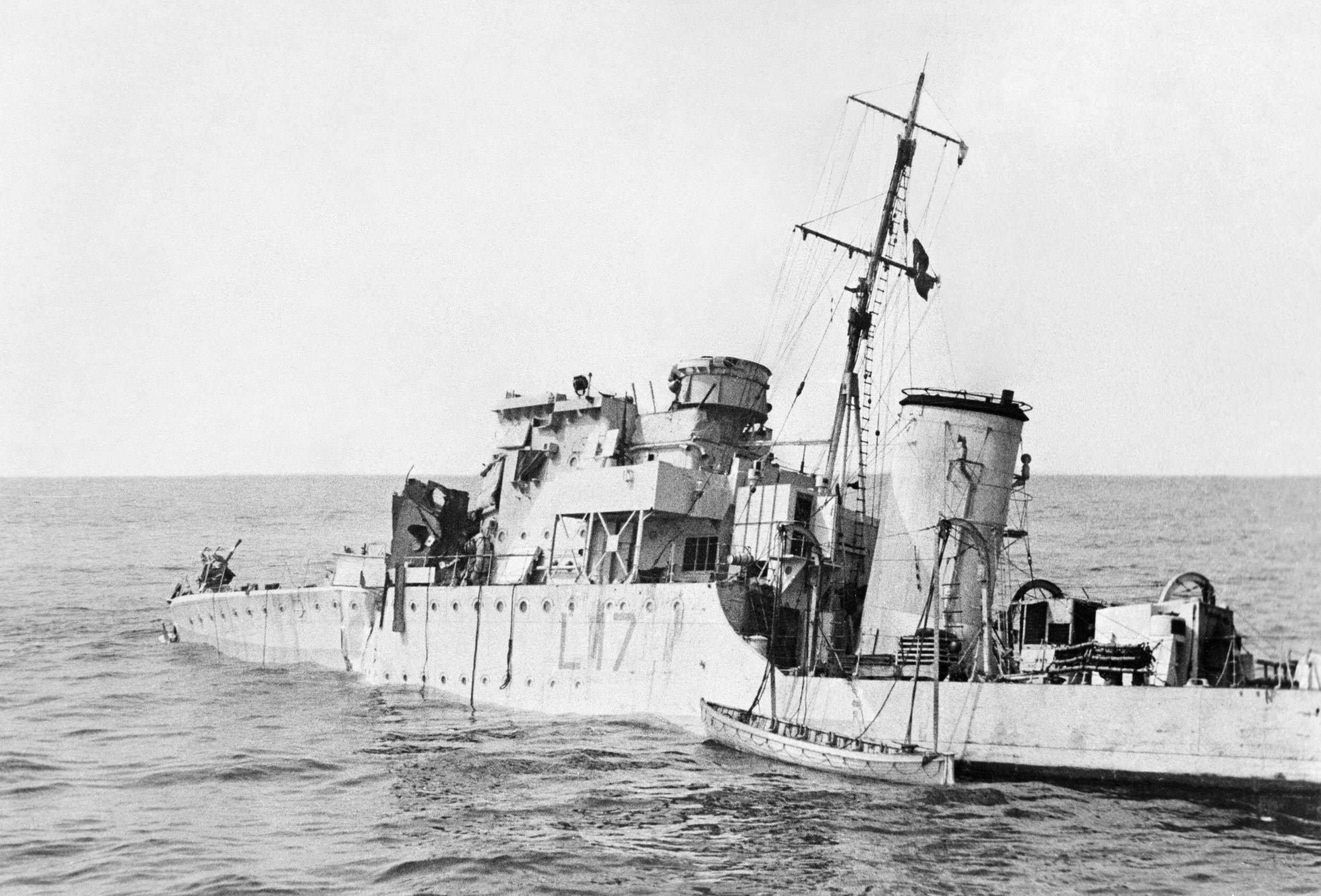
Le HMS Berkeley touché par une bombe.

Le HMS Berkeley participe à l'opération Jubilee devant Dieppe (France), le 19 août 1942. Vers 10 h, alors que les Allemands prennent l'avantage sur les plages, les bombardiers de la Luftwaffe attaquent le convoi naval qui réplique avec l'aide de la Royal Air Force et des Forces aériennes françaises libres.
Un tir de DCA allié touche un Dornier Do 217. Alors que celui-ci va s'écraser sur Le Tréport, il ouvre ses soutes et se débarrasse des bombes qui lui restent dont une tombe sur le Berkeley, tuant seize marins et le rendant inopérable pour le reste de la bataille.
Dans la précipitation qui suit la défaite, l'État-Major juge le bateau impossible à remorquer vers l'Angleterre et ordonne de le saborder. Une équipe d’artificiers est envoyée sur place mais elle juge plus prudent de le couler depuis un autre navire. Il est alors demandé au HMS Albrighton — un autre destroyer de la classe Hunt — de s'en charger. L'équipage survivant (58 hommes) est évacué et transféré sur des vedettes, puis l'Albrighton torpille son sister-ship qui explose et coule rapidement.

## Honneurs de bataille
- Mer du Nord 1942
- Manche 1942
- Dieppe 1942

## Épave

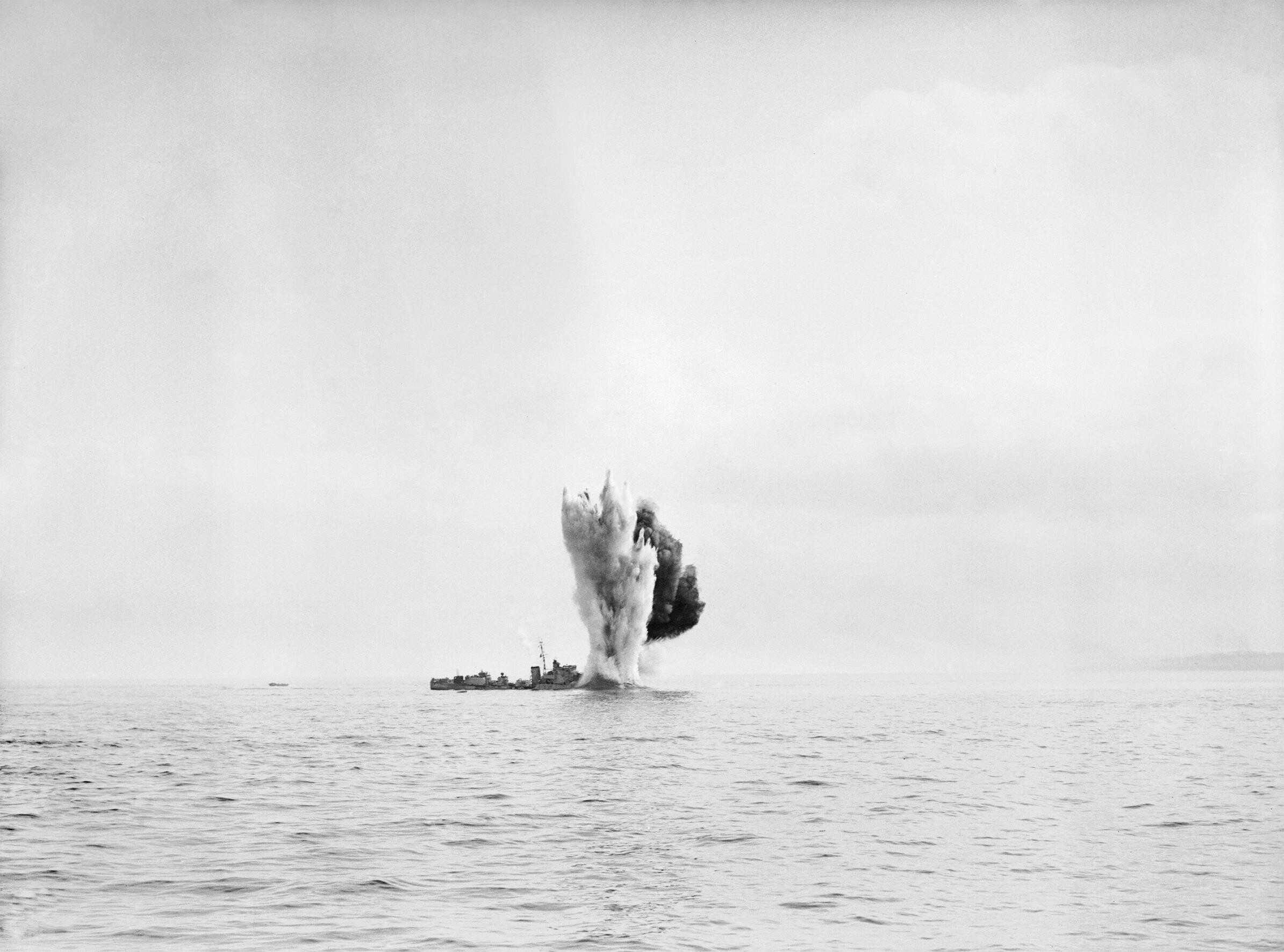
Le HMS Berkeley torpillé.

L'épave est brisée en trois morceaux à cause des tempêtes.
Le 28 novembre 1999, des plongeurs remontent la cloche du navire qui est donnée au Mémorial du 19 août 1942, à Dieppe. L'épave repose dans 20 mètres d'eau à la position géographique de 49° 59′ N, 1° 02′ E.